# 笹田和秀
笹田 和秀（ささだ かずひで、1956年9月29日 - ）とは、日本中央競馬会 (JRA) ・栗東トレーニングセンターに所属する調教師である。
主な管理馬に2011年の優駿牝馬（オークス）優勝馬エリンコートがいる。
妻・笹田淑（旧姓・伊藤）はJRA初の女性調教助手として知られる。舅は伊藤雄二。ニュージーランドでデビューし現在は地方競馬の兵庫県競馬組合の騎手である笹田知宏は次男。

## 経歴
広島県福山市出身。父は地元の福山競馬で馬主資格を持っていた。盈進高校時代はサッカーで広島県選抜に選ばれるなど活躍し、その後拓殖大学に進学。在学中、中央競馬の厩務員に嫁いでいた従姉から、大卒の厩舎関係者が増加していることを聞かされ、もともと馬好きであったことから、大学卒業後の1980年に従姉の夫が勤めていた栗東・島崎宏厩舎に厩務員として入った。翌1981年に調教助手資格を取得。
1983年、調教師伊藤雄二の長女・淑と結婚。これに伴って伊藤厩舎へ移籍した。伊藤厩舎では「攻め専」（調教騎乗のみを担当）として、ウイニングチケット、エアグルーヴ、ファインモーションといったGI優勝馬の調教を担当。ときに伊藤の代理も務め、その右腕ともされた。
2007年、伊藤の定年引退に伴って梅田智之厩舎にいったん移籍のあと、翌2008年に調教師免許を取得。1年間を研修の状態で過ごしたのち、2009年に自身の厩舎を開業し、同年3月21日に管理馬ヴェルトマイスターで初勝利を挙げた。2011年4月、定年引退した池江泰郎から管理を引き継いだレディアルバローザが中山牝馬ステークスを制し、重賞を初制覇。同5月22日にはデビュー時から管理したエリンコートがオークスに優勝し、GI競走初制覇を果たした。
2011年10月26日、園田競馬第11競走（JRA交流千種川特別）で、管理馬メイショウボルトに知宏が騎乗し日本での初勝利を挙げた。

## 調教師成績
|            | 日付          | 競馬場・開催  | 競走名             | 馬名               | 頭数 | 人気 | 着順 |
| ---------- | ------------- | ------------- | ------------------ | ------------------ | ---- | ---- | ---- |
| 初出走     | 2009年3月7日  | 1回阪神3日8R  | 4歳上500万下       | ヴェルトマイスター | 10頭 | 3    | 2着  |
| 初勝利     | 2009年3月21日 | 2回中京3日8R  | 4歳上500万下       | ヴェルトマイスター | 18頭 | 2    | 1着  |
| 重賞初出走 | 2009年11月8日 | 5回京都2日11R | ファンタジーS      | コルドバ           | 16頭 | 13   | 13着 |
| 重賞初勝利 | 2011年4月2日  | 2回阪神3日12R | 中山牝馬S          | レディアルバローザ | 18頭 | 10   | 1着  |
| GI初出走   | 2011年5月15日 | 2回東京8日11R | ヴィクトリアマイル | レディアルバローザ | 17頭 | 3    | 3着  |
| GI初勝利   | 2011年5月22日 | 3回東京2日11R | 優駿牝馬           | エリンコート       | 18頭 | 7    | 1着  |

### 主な管理馬
※括弧内は笹田管理下における優勝重賞競走、太字はGI級競走、斜字は地方競馬の重賞。
- レディアルバローザ（2011年・2012年中山牝馬ステークス）
- エリンコート（2011年優駿牝馬）
- メーデイア（2013年・2014年TCK女王盃、マリーンカップ、スパーキングレディーカップ、レディスプレリュード、JBCレディスクラシック）
- エアスピネル（2015年デイリー杯2歳ステークス、2017年京都金杯、富士ステークス)
- ダンスディレクター(2016年・2017年シルクロードステークス)
- ノーワン （2019年フィリーズレビュー）

### 主なスタッフ
- 小山裕也 - 元兵庫所属の騎手。デビューして6年弱となる2019年に24歳で騎手を引退後[4]、JRA厩務員課程を受験して合格[5]。笹田厩舎で攻め専（調教騎乗専門の調教助手）を務める[5]。
- 宮地貴稔（2009年 - 2023年、調教助手）2024年度新規調教師免許試験合格